# ایستگاه قطار شهری شهید فکوری
ایستگاه قطار شهری شهید فکوری یکی از ایستگاه‌های خط ۲ قطار شهری مشهد است. این ایستگاه در ۱۳ اردیبهشت ۱۴۰۴ به بهره‌برداری رسید.
این ایستگاه در انتهای بلوار فکوری و در نزدیکی میدان شهید جوان و دانشگاه علوم پزشکی مشهد قرار دارد. با افتتاح این ایستگاه، دسترسی به مناطق اطراف آن، از جمله دانشگاه علوم پزشکی مشهد و مرکز آموزشی پژوهشی و درمانی فوق تخصصی کودکان اکبر، برای شهروندان آسان‌تر شده است.
نام این ایستگاه در ابتدای ساخت و خبرهای اولیه با عنوان سلامت بود که با تصمیم شورای شهر مشهد برای زمان بهره‌برداری، به شهید فکوری تغییر یافت.